# Cathédrale Saint-Laurent de Pérouse
Pour les articles homonymes, voir Cattedrale di San Lorenzo.
La cathédrale Saint-Laurent (en italien : Cattedrale di San Lorenzo) est la cathédrale catholique de l'archidiocèse de la ville de Pérouse en Ombrie (Italie). Comme son nom l'indique, elle est dédiée à saint Laurent.

## Extérieur
Commencée en 1345 la construction de la cathédrale fut stoppée en 1490 et sa façade demeure incomplète. Un portail baroque a été ajouté sur la façade qui donne sur la place Danti.
Le flanc latéral gauche donne sur la Piazza IV Novembre par un monumental escalier de marbre blanc et rose, donnant sur la Fontana Maggiore, la façade d'entrée du Palazzo dei Priori et la perspective du cours Vannucci jusqu'à la Via Boncampi. La Loggia di Braccio prolonge l'escalier sur ce flanc gauche.
Une ruelle (Via delle Volte) fait le tour de la cathédrale sous les arcs de chevauchement gothiques qui l'entourent et longe des maisons des XIIIe et XIVe siècles.
Le musée de l'Œuvre du Duomo de Pérouse, connu sous le nom de Museo Capitolare di San Lorenzo est contigu à la cathédrale.

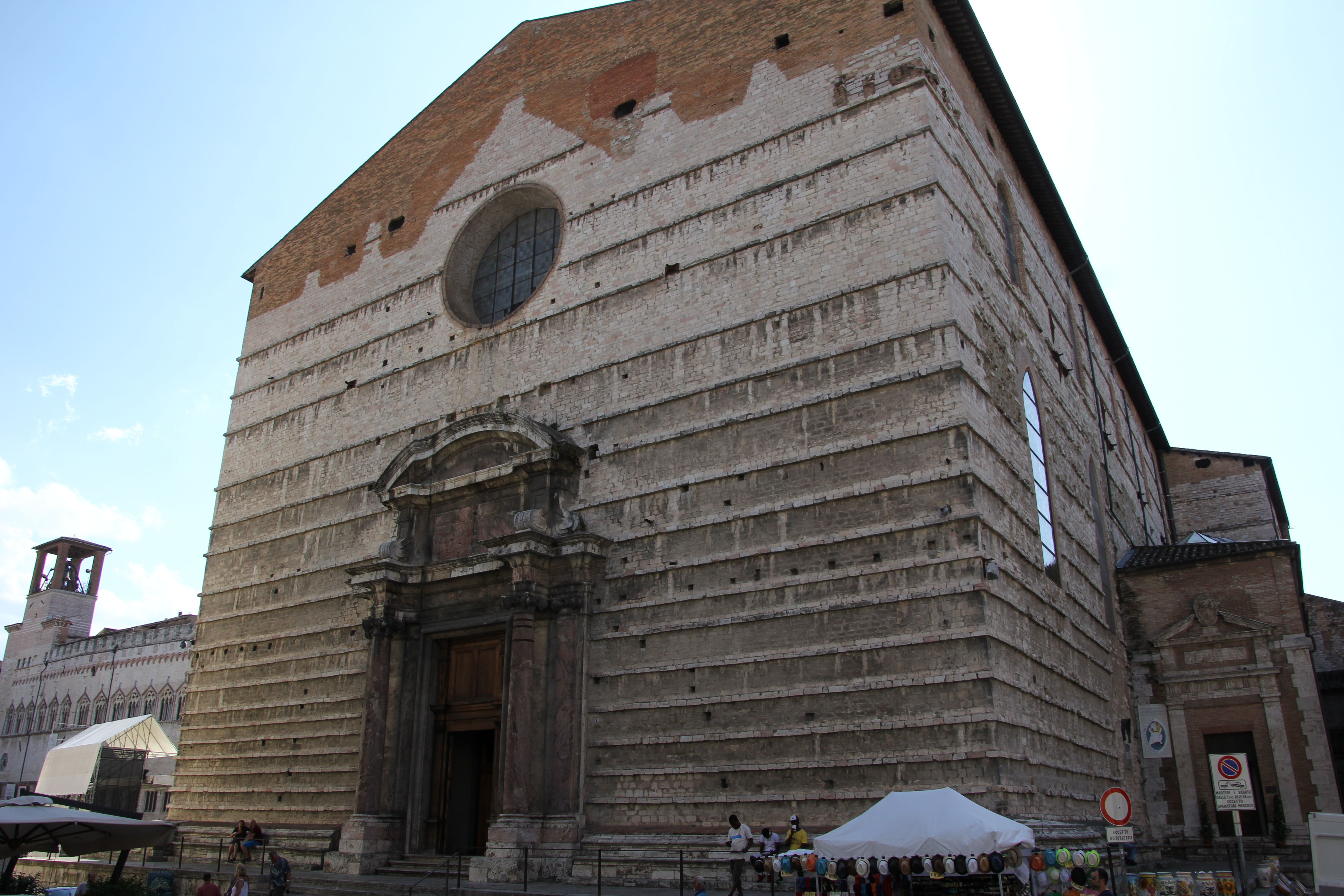
Portail baroque de la façade incomplète.
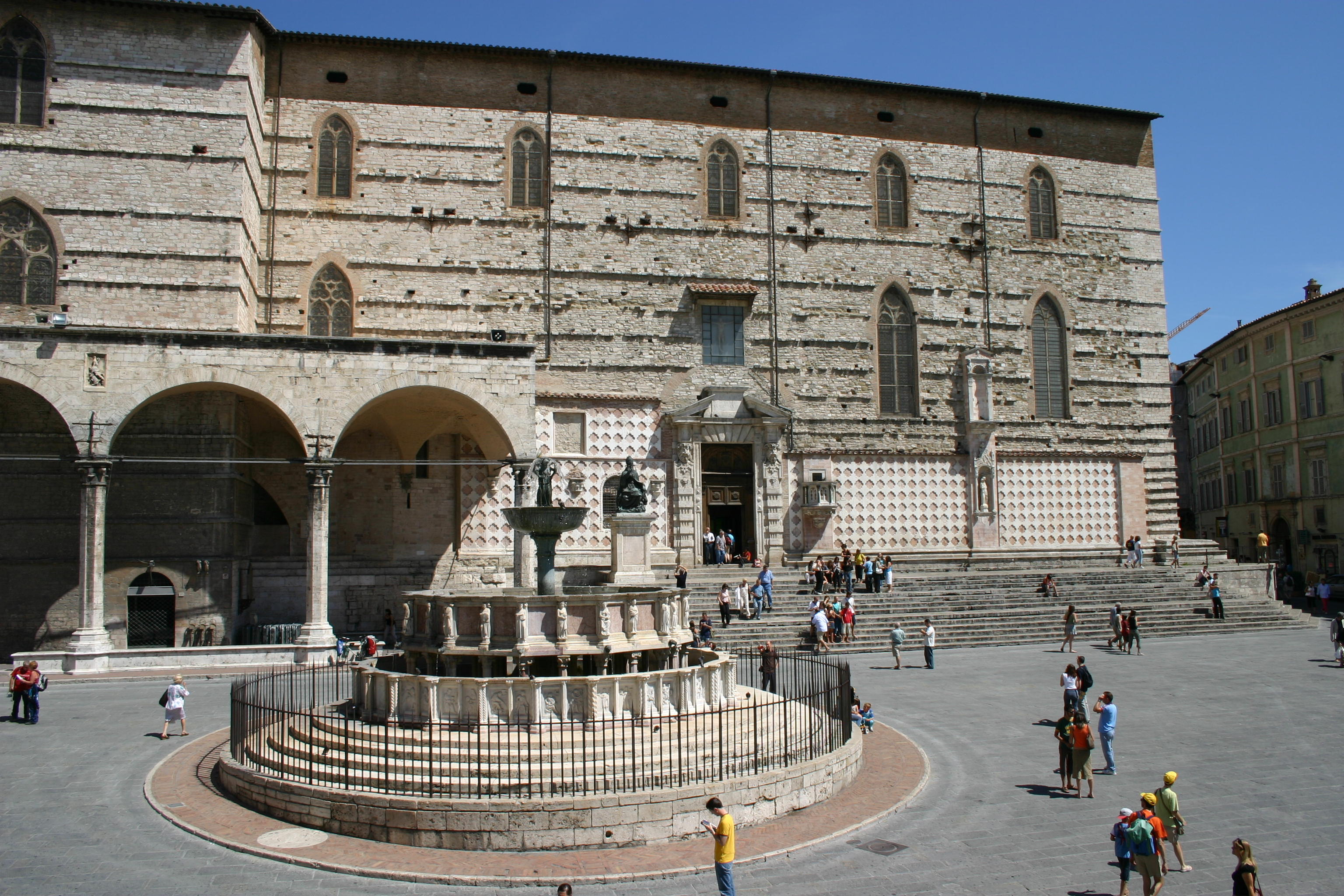
La façade latérale sud avec la Loggia di Braccio à gauche et la fontaine Maggiore au premier plan.
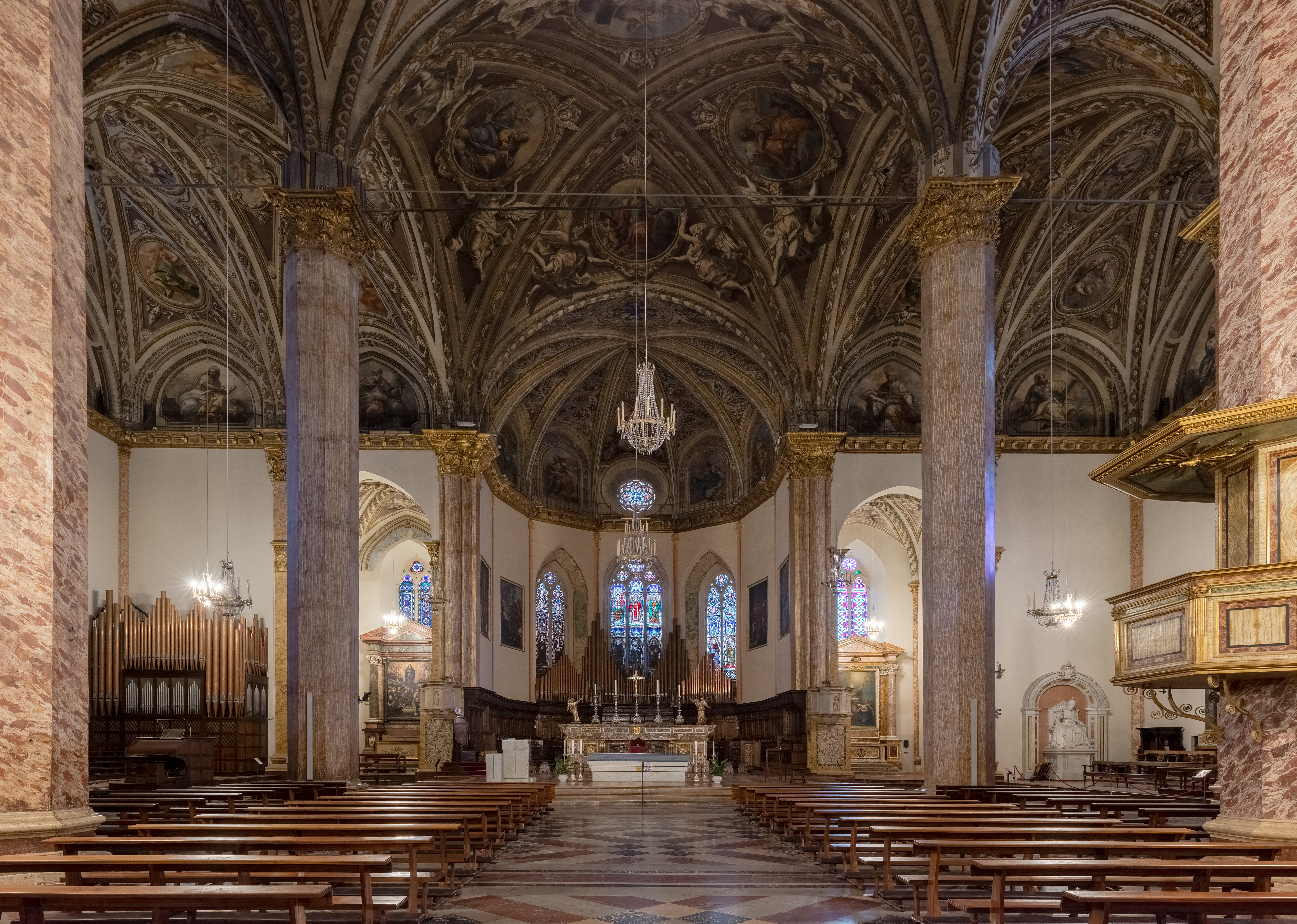
Intérieur de la cathédrale Saint-Laurent.
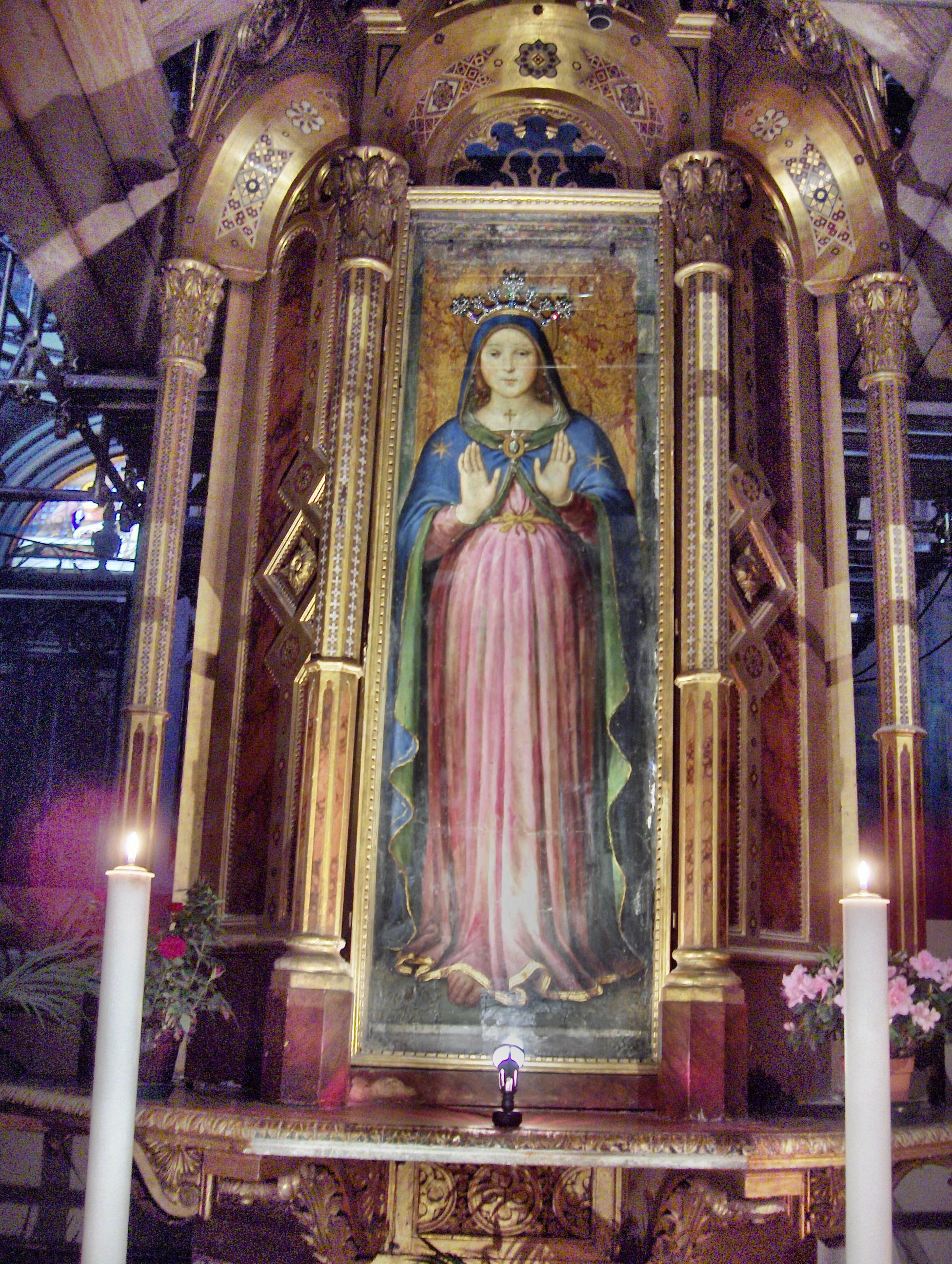
Notre-Dame des Grâces, peinture attribuée à Giannicola di Paolo.

## Intérieur
À l'intérieur, trois nefs gothiques de mêmes hauteurs mélangent plusieurs styles, et les chapelles, fermées par des grilles en fer forgé, sont richement ornées de tableaux de peintres célèbres. Ainsi la chapelle de Saint-Bernardin avec la Deposizione dalla Croce de Federico Barocci et le chœur en bois ouvragé de l'abside, œuvre de Giuliano da Maiano et Domenico del Tasso. La chapelle du Saint-Anneau qui était ornée du Mariage de la Vierge du Pérugin, avant que cette œuvre ne soit volée en 1797 lors de l'occupation napoléonienne et transférée en France, où elle est actuellement exposée au musée des Beaux-Arts de Caen. Dans cette chapelle se trouve encore la relique du Saint Anneau de mariage de la Vierge Marie, une calcédoine verte ou une pierre d'onyx dérobée à Chiusi en 1473.   